# How Long Has This Been Going On
How Long Has This Been Going On (sottotitolo with Georgie Fame & Friends) è il ventiquattresimo album discografico in studio del cantautore britannico Van Morrison, pubblicato nel 1996.

## Il disco
Il disco è stato registrato presso il Ronnie Scott's Jazz Club di Londra nel maggio 1995. Nel sottotitolo è citato Georgie Fame, che con altri artisti ha collaborato al lato artistico dell'album.

## Tracce
1. I Will Be There (Van Morrison) – 2:30
2. The New Symphony Sid (King Pleasure, Lester Young, Georgie Fame) – 3:53
3. Early in the Morning (Dallas Bartley, Leo Hickman, Louis Jordan) – 2:44
4. Who Can I Turn To (When Nobody Needs Me) (Leslie Bricusse, Anthony Newley) – 4:02
5. Sack O' Woe (Cannonball Adderley, Jon Hendricks) – 4:06
6. Moondance (Morrison) – 7:18
7. Centerpiece (Harry Edison, Hendricks), incluso un estratto da Blues Backstage (Frank Foster) – 4:08
8. How Long Has This Been Going On? (George Gershwin, Ira Gershwin) – 3:49
9. Your Mind Is on Vacation (Mose Allison) – 3:06
10. All Saint's Day (Morrison) – 2:19
11. Blues in the Night (Harold Arlen, Johnny Mercer) – 3:22
12. Don't Worry About a Thing (Allison) – 2:22
13. That's Life (Dean Kay, Kelly Gordon) – 3:52
14. Heathrow Shuffle (Morrison) – 3:18

## Formazione
- Van Morrison - voce, sassofono
- Georgie Fame - voce, organo Hammond
- Annie Ross - voce
- Pee Wee Ellis - sassofono
- Alan Skidmore - sassofono
- Leo Green - sassofono
- Guy Barker - tromba
- Robin Aspland - piano
- Alec Dankworth - contrabbasso
- Ralph Salmins - batteria